# Nothofagus grandis
Nothofagus grandis Steenis – gatunek rośliny z rodziny bukanowatych (Nothofagaceae). Występuje naturalnie w środkowej części Nowej Gwinei. 

## Morfologia
PokrójZimozielone drzewo dorastające do 50 m wysokości.
LiścieBlaszka liściowa ma eliptyczny kształt. Mierzy 3–9 cm długości oraz 2–4,5 cm szerokości, jest całobrzega, ma zaokrągloną nasadę i nacięty wierzchołek. Ogonek liściowy jest nagi i ma 10 mm długości.
OwoceOrzechy osadzone po jednym w kupulach. Kupule powstają ze zrośnięcia dwóch liści przykwiatowych.

## Biologia i ekologia
Rośnie w lasach zrzucających liście. Występuje na wysokości od 1300 do 2700 m n.p.m.